# Neoporus clypealis
Neoporus clypealis är en skalbaggsart som först beskrevs av Sharp 1882.  Neoporus clypealis ingår i släktet Neoporus och familjen dykare. Inga underarter finns listade i Catalogue of Life.